# Barney Gumble
Barnard Arnold "Barney" Gumble è un personaggio della serie animata I Simpson. È doppiato in lingua originale da Dan Castellaneta e da Stefano Mondini in italiano. Fa la sua prima apparizione in Un Natale da cani, primo episodio in assoluto de I Simpson, trasmesso per la prima volta negli Stati Uniti il 17 dicembre 1989.
È il più grande ubriacone della città, un fan di Lord Palmerston ed è il miglior amico di Homer Simpson fin dai tempi delle scuole superiori. Il suo alcolismo e le azioni che ne derivano sono una gag frequente dello show. Diventa sobrio nell'episodio A tutta birra dell'undicesima stagione, mostrando un aspetto molto più composto e rimarrà in questo stato per molte stagioni.

## Ruolo neI Simpson
Il padre di Barney, Arnie Gumble, era un veterano della seconda guerra mondiale il quale morì nel 1979 in un incidente durante una parata. Della madre non si sa nulla eccetto che vive in Norvegia e che ha prestato servizio nella Marina degli Stati Uniti. Appare nell'episodio Marinaio Homer della nona stagione.
Barney è nato il 15 luglio e, come tutti i personaggi de I Simpson, non ha un'età precisa dato che la serie non segue una linea del tempo definita, ma nell'episodio Il Film Festival di Springfield egli stesso dichiara di avere 40 anni.
Nel corso della serie vengono date due diverse spiegazioni riguardo al suo alcolismo.
Nell'episodio Mr.spazzaneve della quarta stagione viene spiegato che Barney era un ragazzo dedito allo studio ed aveva le prospettive per un brillante futuro. Aveva infatti in mente di iscriversi all'università di Harvard finché Homer non gli fece cominciare a bere birra il giorno prima del test d'ammissione. Dopo i numerosi anni di dipendenza, Barney è cambiato: i capelli sono disordinati ed è ingrassato notevolmente. Rutta assai spesso e rumorosamente. Oltre all'aspetto, anche l'intelligenza è peggiorata. Per la birra farebbe follie: nell'episodio Imbroglio imbrogliato, quando il pub va a fuoco, egli metterà seriamente a repentaglio la propria vita pur di recuperare il carico rimasto nel locale prima ancora di salvare i suoi amici Boe e Homer.
Invece, nell'episodio Ultime Notizie: Marge si ribella della sedicesima stagione, il suo alcolismo viene attribuito alla fine della relazione tra Barney e la sua ragazza del liceo che lo lasciò per diventare una giornalista (prima aveva "soltanto" un'assuefazione all'antigelo). In Il quartetto vocale di Homer, Barney forma un quartetto vocale con Homer, Apu Nahasapeemapetilon e Seymour Skinner chiamato i Re Acuti (The Be Sharps nella versione originale). Barney entrò a far parte del gruppo (prendendo il posto dell'originale quarto membro del gruppo, il commissario Winchester) dopo che Homer, Apu ed il direttore Skinner lo sentirono cantare con una bellissima voce da tenore nel bagno della taverna di Boe. Nel 1986 i Re Acuti vinsero un Grammy Award. Successivamente all'interno del gruppo ci furono delle divergenze musicali e Barney, che nel frattempo aveva cominciato a frequentare un'artista concettuale giapponese (parodia di Yoko Ono), lasciò il gruppo. I tre membri rimanenti si resero conto di non essere più popolari e sciolsero definitivamente il gruppo.
Nell'episodio Mr. Spazzaneve Barney comincia un'attività di spazzaneve facendo concorrenza ad Homer. Barney farà della pubblicità diffamatoria nei confronti di Homer facendogli così perdere i suoi clienti. Per vendicarsi Homer farà spazzare a Barney una strada su Widow's Peak, una pericolosa montagna subito fuori Springfield. In seguito Homer vede un servizio di un giornalista il quale mostra che Barney è rimasto intrappolato in una valanga. Homer si dirige immediatamente verso la montagna e lo salva. I due amici risolvono così le loro divergenze e decidono di lavorare insieme. Però, in quell'esatto momento, un'ondata di calore (in risposta ad una provocazione di Homer rivolta a Dio) colpisce Springfield costringendo entrambi a chiudere l'attività. Negli episodi Fratello di bart, dove sei? e Miracolo su Evergreen Terrace viene mostrato che Barney guida ancora un veicolo spazzaneve.
Dopo essere stato costretto a passare una notte alla taverna di Boe come guidatore designato, Barney lascia la città con l'auto di Homer per, tra le altre cose, tenere una lezione all'università di Vilanova 8 (anche se, per sua stessa ammissione, la lezione si sarebbe svolta nell'angolo di una strada). A causa del suo aspetto e dei suoi modi, non è sposato e non ha successo con le donne, difatti in una puntata ha anche cercato di conquistare il cuore di Selma Bouvier. Una gag in La scelta di Selma fa capire che Barney è il padre di molti bambini del luogo nati tramite la donazione del seme e la conseguente inseminazione artificiale.
Barney ha girato un documentario riguardo alla sua vita da alcolizzato, intitolato Pukahontas. Il documentario ha vinto il primo premio allo Springfield Film Festival. Barney era pronto a smettere di bere dopo aver vinto il festival, ma ciò non accadde poiché il premio consisteva in un rifornimento a vita di birra Duff. In Homer nello spazio profondo Barney si allenò per diventare un astronauta della NASA. Sotto il divieto di alcool imposto dalla NASA Barney ritrovò la sua dizione, si rimise in forma ed era quindi il più valido candidato per volare con Buzz Aldrin. Tuttavia tornò alle sue vecchie abitudini quando la sua presentazione come futuro astronauta fu festeggiata con dello champagne analcolico. in Marinaio Homer, Barney presta servizio per la marina degli Stati Uniti nel sottomarino USS Jebediah, insieme a sua madre. 
In A tutta birra, dopo aver visto un video delle sue buffonate da ubriaco alla sua festa di compleanno, Barney decide di tornare sobrio. Frequenta quindi gli incontri degli Alcolisti Anonimi, migliora il suo aspetto fisico e prende lezioni per diventare pilota di elicotteri. Nonostante il fatto che divenne dipendente dal caffè dopo aver lasciato l'alcool, nell'episodio Lisa viene a parole della quattordicesima stagione si scopre che ha avuto una ricaduta. In un episodio si è sposato con Otto Disc.

## Personaggio

### Creazione
Il personaggio di Barney prende ispirazione da Barney Rubble, il vicino di casa e migliore amico di Fred Flintstone dalla serie animata Hanna-Barbera Gli antenati. Originariamente gli scrittori volevano che Barney fosse il migliore amico ed il vicino di casa di Homer Simpson, ma, per continuare a descriverlo come il miglior amico di Homer, decisero di farlo diventare un alcolizzato. Così si decise di rimpiazzarlo con Ned Flanders in qualità di vicino di casa Simpson."Barney prende il ruolo "standard" di migliore amico delle sitcom e semplicemente lo rende il più patetico possibile." disse Matt Groening, creatore de I Simpson.
Nei primi episodi della prima stagione Barney ha i capelli biondi. In seguito durante la produzione di quella stagione i creatori li fecero diventare castani, perché non volevano che i suoi capelli avessero lo stesso colore della sua pelle; comunque durante una convention dello show Matt Groening ha dichiarato di volere solamente i membri della famiglia Simpson con i capelli biondi. Gli sceneggiatori inizialmente volevano renderlo il proprietario della pista da bowling della città. D'altra parte, dopo averlo reso patetico, non potevano farlo apparire come il proprietario di un locale, quindi nell'episodio E Con Maggie Son Tre si scopre che il proprietario della pista da bowling è lo zio di Barney, Al.

### Voce

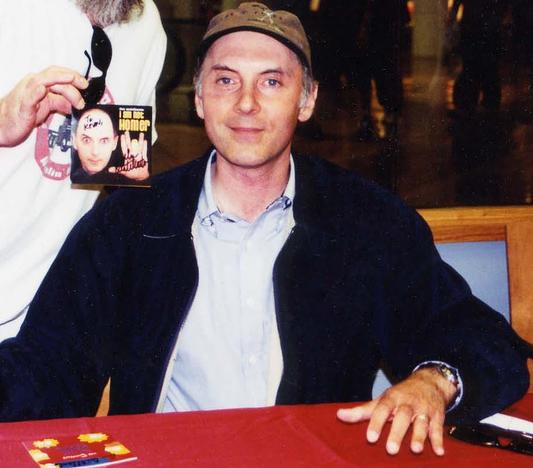
Dan Castellaneta, il doppiatore di Barney

Barney Gumble è doppiato nella versione originale da Dan Castellaneta e da Stefano Mondini nella versione italiana.
Inizialmente Castellaneta scoprì di avere difficoltà nel riprodurre il caratteristico rutto di Barney ogni volta che un copione lo richiedeva. Quindi individuò il suo miglior rutto e disse ai produttori di farlo diventare il rutto "standard". Castellaneta ha doppiato Barney ogni volta che il personaggio è apparso nella serie, con l'eccezione dell'episodio "Il quartetto vocale di Homer", nel quale durante l'esecuzioni di alcune canzoni Barney viene doppiato da un membro dei The Dapper Dans, i quali fecero delle registrazioni per tutti i membri dei Re Acuti. Le loro registrazioni vennero poi mixate con quelle dei doppiatori originali.

### Sobrietà
Castellaneta ebbe l'idea di far diventare Barney sobrio agli inizi della quarta serie. Egli scrisse una sceneggiatura con l'aiuto di sua moglie Deb Lacusta. Presentarono il loro lavoro ad Al Jean, uno dei produttori de I Simpson. Jean apprezzò il copione ma secondo lui assomigliava troppo ad un episodio che era attualmente in produzione, Niente birra per Homer quindi lo scartò. Castellaneta e Lacusta aspettarono qualche anno e ripresentarono la sceneggiatura, che nel frattempo avevano modificato, a Mike Scully (che aveva sostituito Al Jean) il quale, dopo aver apportato alcune modifiche, decise di avviarne la produzione. La sceneggiatura di Castellaneta divenne quindi il diciottesimo episodio dell'undicesima stagione, A tutta birra, che venne trasmesso per la prima volta negli Stati Uniti il 9 aprile 2000. Tuttavia alcuni autori si opposero alla trasmissione dell'episodio ritenendo che un Barney sobrio non sarebbe più stato divertente. Castellaneta commentò: "Barney è ancora uno sciocco bamboccione... ha ancora 15 anni di alcol nelle sue vene." Dopo una lunga discussione su come sarebbe dovuto finire l'episodio, si decise di non far ritornare Barney un alcolizzato alla fine della puntata, quindi rimase sobrio per molte stagioni. Gli animatori modificarono l'aspetto del personaggio sistemandone la capigliatura e l'abbigliamento, per indicare la sua sobrietà. Castellaneta inoltre alterò la sua voce, eliminando gli errori di pronuncia volutamente effettuati in precedenza, per la versione sobria del personaggio. Dopo aver smesso di bere Barney divenne dipendente dal caffè. Questa caratteristica venne suggerita dallo scrittore-produttore David Mirkin, il quale aveva un amico che divenne dipendente dal caffè dopo aver smesso di bere alcool.

## Accoglienza
Filmcritic.com ha classificato Barney al 18º posto della classifica dei "21 migliori alcolizzati dei film di tutti i tempi". Riconoscendo il personaggio per la sua apparizione in I Simpson - Il film, Filmcritic lo ha nominato "il miglior alcolizzato della città nella cultura pop". Nel 2006 IGN ha posizionato Barney al 5º posto della classifica dei "Top 25 personaggi perimetrali dei Simpson" commentando: "È stato un'affidale fonte di ilarità con i suoi comportamenti da alcolizzato, rutti inclusi... Occasionalmente diventa sobrio... Ma diciamolo, per amore della commedia, I Simpson è uno show migliore con un Barney ubriaco che urla da Boe". L'autore Chris Turner di Planet Simpson ha affermato: "Far diventare Barney sobrio è come cadere nella trappola di tutte le cose che I Simpson satirizzano, ovvero tutte quelle semplici sitcom dopo tutto accade in mezz'ora e tutti imparano una lezione alla fine".
The Guardian ha scritto che Barney "dovrebbe essere acclamato per aver reso l'alcolismo una fonte di divertimento nella tv americana, un sogno impossibile finora". Entertainment Weekly ha collocato Mr. Spazzaneve al 6º posto nella loro classifica dei migliori 25 episodi de I Simpson del 2003. Nel 2004, Dan Castellaneta ha ricevuto il Primetime Emmy Award per aver dato la voce a molti personaggi, incluso Barney, nell'episodio Oggi sono un clown. L'episodio A tutta birra è stato nominato per un Prism Award nel 2001.

## Merchandising
Playmate Toys ha creato tre action figure di Barney Gumble come parte della linea di giocattoli World of Springfield. La prima, immessa sul mercato nell'agosto del 2000, raffigurava Barney nella sua normale apparenza. La seconda, che lo vedeva nei panni di Mr. Spazzaneve, fu messa in commercio nel gennaio 2003. La terza, un'esclusiva di Toys "R" Us, fu messa in vendita nel luglio del 2003 con Barney rappresentato come membro de "I Re Acuti". La canzone A Boozehound Named Barney dall'episodio Simpsoncalifragilistichespirali-d'oh-so è stata inclusa nell'album Go Simpsonic with The Simpsons. Barney interpreta un ruolo nella Simpson Ride, un simulatore posizionato negli Universal Studios Florida e negli Universal Studios Hollywood.